# 气旋西纳
强烈热带气旋西纳（英語：Severe Tropical Cyclone Sina）是1990－1991年南太平洋气旋季期间在南太平洋发展形成的唯一一个获得命名的热带气旋。系统起初是瓦利斯岛以西南太平洋辐合区内的弱低气压，接下来3天里，系统向西北偏西方向移动并在发展成热带气旋后获名“西纳”。此后几天系统进一步增强，并在蜿蜒朝斐济逼近的过程中发展出眼状特征。11月28日，西纳达到最高强度，然后在从斐济群岛上空经过期间逐渐减弱。11月29日，风暴从汤加的汤加塔布岛以北近海掠过，再于次日从纽埃以南约160公里海域和南库克群岛附近经过。此后气旋急剧减弱，于12月1日转变成温带气旋，最终于12月4日在南纬50°附近洋面被逐渐逼近的低压槽吸收。
西纳没有造成人员丧生，但在斐济、汤加、纽埃和南库克群岛导致价值超过1850万美元的破坏。风暴来袭前，数百名度假游客从斐济外围岛屿上的度假村转移到大陆的酒店。楠迪国际机场和多个地方机场因狂风暴雨被迫关闭。西纳经过该群岛期间导致部分房屋及其他建筑物受损或被毁，还将树木连根拔起，供电和电话线路因此中断。瓦努阿岛上有一座铁路桥被冲毁，这座桥本是将甘蔗送往兰巴萨制糖厂的必经之路，种植者们别无选择，只能从某村庄借路通过。但是，当地卫理公会教会对这些种植者在周日工作不满，甚至一度以没有遵守星期日法令为由攻击种植者，因此许多工人拒绝在没有得到警察保护的情况下冒然进入村庄。汤加受到的影响较小，只有树木、香蕉种植园，以及强度较差的建筑物受到轻度破坏，此外输电和电话线路也受到影响。纽埃和南库克群岛只有部分农作物和建筑物受到轻微损伤。

## 气象历史
11月20日，瓦利斯岛以西的南太平洋辐合区发展出弱热带低气压，斐济气象局驻楠迪热带气旋警报中心开始对之进行监控。接下来两天里，系统向西北偏西方向和斐济的罗图马移动，外界环境在11月23日变得有利于低气压发展，系统上空有上层外流出现。协调世界时次日中午12点，由于系统周围的大气对流已有进一步组织，联合台风警报中心将低气压归类为第三号热带气旋并开始发布公告。晚上19点10分，斐济气象局驻楠迪热带气旋警报中心宣布，低气压已在罗图马西北方向约425公里洋面发展成一级热带气旋，该机构因此将其命名为“西纳”（Sina）。11月25日，气旋在蜿蜒向西南偏西方向移动的过程中继续强化，前进路线形成小规模顺时针环路。11月26日清晨，斐济气象局驻楠迪热带气旋警报中心将西纳升级成三级强烈热带气旋。联合台风警报中心也在几乎同一时间宣布西纳的强度已相当于萨菲尔-辛普森飓风等级下的一级飓风标准。
这天，卫星图像上西纳的风眼变得非常清晰。系统增强的同时也受到多变的上层转向气流影响，导致风暴以非常不规则的路径向东南方向和斐济移动。斐济气象局驻楠迪热带气旋警报中心于当天晚上宣布系统达到最高强度，其10分钟持续风速为每小时140公里，属三级强烈热带气旋。联合台风警报中心随后在次日清晨宣布，风暴达到1分钟持续风速每小时230公里的最高强度，相当于萨菲尔-辛普森飓风等级下的四级飓风。西纳这天向东南偏东方向移动并保持在最高强度，开始进入斐济气象局驻楠迪热带气旋警报中心的雷达监控范围。这天晚上，系统逐渐减弱并从维提岛以南约40公里洋面经过，再于11月28从瓦图莱莱岛、莫阿拉群岛和南部拉乌群岛上空经过。这天风暴穿过180度经线，联合台风警报中心于是在发布针对西纳的最后一份警报后将预警职责移交海军西部海洋学中心。
11月29日清晨，西纳在经过汤加的汤加塔布岛以北海域前不久减弱成澳大利亚热带气旋强度分级下的二级热带气旋。这天，系统向东逼近南库克群岛并继续减弱，海军西部海洋学中心发布针对风暴的最后一份公告，其中估计系统强度相当于萨菲尔-辛普森飓风等级下的一级飓风。11月30日清晨，气旋从纽埃以南约160公里洋面经过，然后在这天晚上逼近南库克群岛时突然向东南偏南方向大幅转向。受强烈的垂直风切变和海面温度降低的共同影响，西纳迅速减弱。随着风暴穿过南纬25°，斐济气象局驻楠迪热带气旋警报中心将主要预警职责移交新西兰气象服务有限公司驻惠灵顿热带气旋警报中心，该中心立即宣布西纳已失去热带天气系统特征，转变成温带低气压。此后几天里，系统的温带残留总体保持向东南方向移动，最终于12月4日在南纬50°附近海域被逐渐逼近的低压槽吸收。

## 防灾措施、影响和善后
气旋西纳对斐济、汤加、纽埃和南库克群岛构成影响，造成总计价值1850万美元的破坏。系统在以小规模顺时针路径移动期间一度对所罗门群岛构成威胁，之后于11月25日蜿蜒向西南偏西方向移动时又威胁到瓦努阿图。由于风暴造成的影响，其名称“西纳”因此退役，今后永远都不会再在南太平洋热带气旋命名时采用。

### 斐济
11月25日晚，斐济气象局驻楠迪热带气旋警报中心向斐济发布热带气旋警告，系统这时位于该国西北方向约665公里洋面。次日，维提岛西部、亚萨瓦群岛和馬馬努薩群島收到烈风警告，之后又升级成风暴警告，维提岛其他地区也收到烈风警告。11月27日清晨，风暴表现出远离该国的迹象，所有风暴警告因此短暂中止，但随着西纳进入斐济气象局驻楠迪热带气旋警报中心的雷达监控范围，斐济南部显然会直接受到气旋冲击。瓦图莱莱岛、坎达武岛及附近的多个小岛因此收到飓风警告，维提岛西部和马马努萨群岛也再度收到风暴警告。此后几天里，随着气旋逐渐逼近，科罗岛、南拉乌群岛的多个岛屿再度收到飓风、风暴或烈风警告，这些警告在11月28日西纳远离斐济后全部取消。
11月27至29日，斐济群岛的阵风时速高达175公里，数百名度假游客从斐济外围岛屿上的度假村转移到大陆的酒店。楠迪国际机场和多个地方机场因狂风暴雨被迫关闭20小时。11月27至28日，气旋向东南偏东方向移动，先后从维提岛、瓦图莱莱岛、贝库阿岛、北坎达武岛的西南海岸上空或附近经过，还途经莫阿拉群岛和南拉乌群岛的多个岛屿，造成一定程度的海岸侵蚀。途经斐济群岛期间，风暴导致部分房屋和其它建筑物被毁或受损，还将树木连根拔起，供电和电话线路因此中断。气旋还对农作物及包括甘蔗和松林在内的植被构成严重影响，不过这时大部分庄稼都已收割，所以损失程度较为有限。
斐济政府请求国际社会伸出援手，澳大利亚政府于12月7日通过国际发展局和斐济航空提供多种建设应急住所的材料，如防水油布、塑料布和绳索。气旋破坏的景区很快得到修复，斐济政府启动国际性广告宣传，提供打折机票。气旋西纳一共对斐济群岛造成价值约1850万美元的损失，其中大部分都是农业、甘蔗和松林所受破坏。瓦努阿岛上有座铁路桥被冲毁，这座桥本是将甘蔗送往兰巴萨制糖厂的必经之路，种植者们别无选择，只能从某村庄借路通过。但是，当地卫理公会教会对这些种植者在周日工作不满，甚至一度以没有遵守星期日法令为由攻击种植者，因此许多工人拒绝在没有得到警察保护的情况下冒然进入村庄。这导致许多受损甘蔗留在斐济的田地中腐烂，直至斐济糖业股份下令建设临时桥梁绕过村庄后情况才得以改善。

### 汤加
11月27日晚，西纳正对斐济的维提岛构成影响，斐济气象局驻楠迪热带气旋警报中心向汤加塔布岛、哈派群岛和瓦瓦乌群岛发布热带气旋警告。次日，瓦瓦乌群岛的热带气旋警告取消，汤加塔布岛和哈派群岛则收到烈风和风暴警告。系统随后从汤加塔布岛和哈派群岛之间洋面经过，汤加首都努库阿洛法气象站测得的持续风速为每小时96公里，阵风时速139公里。努库阿洛法部分地区停电，多户民宅受到损伤。整个汤加受到的影响较小，只有树木、香蕉种植园，以及强度较差的建筑物存在轻度破坏。

### 其他地区
11月29日，斐济气象局驻楠迪热带气旋警报中心向纽埃发布强风警告，风暴从该岛以南约185公里洋面经过，岛上风力接近烈风强度。大浪产生的盐雾对岛上农作物和码头造成一定程度破坏。纽埃这年初受气旋奥法影响后建有临时公路，其中两条被西纳产生的海浪冲毁。
11月30日清晨，气旋向东南偏东方向移动，斐济气象局驻楠迪热带气旋警报中心向库克群岛中的拉罗汤加岛和曼加伊亚岛发布烈风警告，还向南库克群岛的其他群岛发布强风警告和热带气旋警告。这些警告一直持续到当天晚上，但西纳没有对南库克群岛造成显著影响，而是突然大幅向东南偏南转向。拉罗汤加岛北面受到大浪和烈风强度大风袭击，但从报道来看，岛上只有部分扎根较浅的农作物和强度较弱的建筑物受到轻微损伤。